# Donkere waterjuffer
De donkere waterjuffer (Coenagrion armatum) is een libellensoort uit de familie van de waterjuffers (Coenagrionidae), onderorde juffers (Zygoptera).
De wetenschappelijke naam van de soort werd in 1840 als Agrion armatum gepubliceerd door Toussaint von Charpentier.

## Kenmerken
De donkere waterjuffer is tussen de 31 en 34 millimeter lang. De soort is zeer donker gekleurde maar heeft contrasterende lichte delen aan het begin en aan het einde van het achterlijf.
De mannelijke exemplaren hebben een geheel donkere achterlijfssegmenten. Het borststuk is lichter van kleur. Het begin van het achterlijf en de top van het achterlijf kunnen blauw zijn, maar hebben vaak een groene zweem. Dit levert een kenmerkende turkooizen kleur op. In het lichtgekleurde segment 9 staat een zwarte, bekervormige figuur. Schouderstrepen ontbreken of zijn sterk gereduceerd. De onderste achterlijfsaanhangselen zijn opvallend lang en breed, met het blote oog goed zichtbaar.
De vrouwelijke exemplaren hebben lichte delen op borststuk maar het begin van het achterlijf en de topvan achterlijf zijn lichtblauw tot groen, soms roze gekleurd. Segment 2 is licht gekleurd met een spitse, vaak ruitvormige zwarte vlek en segment 8 is licht gekleurd met bekervormige zwarte vlek. Segmenten 4 tot en met 7 geheel donker gekleurd. De schouderstrepen normaal ontwikkeld.
De levenscyclus van de donkere waterjuffer duurt waarschijnlijk een jaar. De larven gaan volgroeid de winter in en sluipen in korte tijd uit van eind april tot half mei.

## Vliegtijd
De donkere waterjuffer vliegt van eind april tot eind mei. De hoofdvliegtijd is zeer kort en sterk afhankelijk van het weer, meestal in de eerste helft van mei. De imago's vliegen goed verscholen tussen halfopen, in het water staande rietvegetatie. Behalve dat ze tussen de stengels makkelijk over het hoofd zijn te zien, gaan ze schuil tussen een meestal veel grotere groep variabele waterjuffers. Eitjes worden in tandem afgezet op drijvende en ondergedoken planten.

## Verspreiding
De soort komt voor in Armenië, Finland, Georgië, Duitsland, Nederland, Polen, Rusland en Zweden. In het Verenigd Koninkrijk is de libel uitgestorven. Op de Nederlandse Rode lijst (libellen) van 2004 gold de donkere waterjuffer nog als verdwenen, maar op de lijst van 2015 is de status veranderd in ernstig bedreigd. Rond het jaar 2000 werd de soort, die in Nederland verdwenen was, herontdekt op een aantal locaties in de Weerribben, waar in de jaren erop ook andere plekken werden gekoloniseerd.